# European Rugby Challenge Cup 2017-2018
La European Rugby Challenge Cup 2017-18 (in inglese 2017-18 European Rugby Challenge Cup; in francese Challenge européen 2017-18) fu la 4ª edizione della European Rugby Challenge Cup, competizione per club di rugby a 15 organizzata da European Professional Club Rugby come torneo cadetto della Champions Cup, nonché la 22ª assoluta della Challenge Cup.
Si tenne dal 12 ottobre 2017 all’11 maggio 2018 tra 20 squadre provenienti da 7 federazioni (Francia, Galles, Inghilterra, Irlanda, Italia, Russia e Scozia).
18 club giunsero alla competizione direttamente dai propri campionati nazionali e 2 — le rappresentanti della Russia — dal neoistituito Continental Shield organizzato da Rugby Europe e Federazione Italiana Rugby.
La vittoria arrise al Cardiff Rugby per la seconda volta e, più in generale, per la seconda affermazione di una squadra gallese nelle competizioni europee di club; i Blues batterono gli inglesi del Gloucester con il punteggio di 31 a 30 al termine della prima finale disputata fuori da un Paese del Sei Nazioni, allo stadio San Mamés di Bilbao in Spagna.

## Formula
Le 20 squadre furono determinate nel modo seguente:
- 18 squadre non qualificate alla Champions Cup 2017-18 di cui:
  - le 4 squadre della English Premiership 2016-17 classificatesi dall'ottavo all'undicesimo posto e la vincitrice del Championship della stessa stagione
  - le 5 squadre del Top 14 2016-17 dall'ottavo al dodicesimo posto, la squadra campione del Pro D2, la vincente del playoff Top14 / ProD2 della stessa stagione più lo Stade français, campione uscente della Challenge Cup e sconfitto nei play-off di ammissione alla Champions Cup
  - le 5 peggiori squadre del Pro12 2016-17 indipendentemente dalla federazione di appartenenza: le ultime tre più le due perdenti il play-off di Pro12 per la Champions Cup
- 2 squadre, la vincitrice e la finalista, provenienti dal nuovo torneo istituito in sostituzione del Qualifying Competition, l'European Rugby Continental Shield della stagione precedente[2][3].

Le 20 squadre qualificate furono ripartite in 5 gironi da 4 squadre ciascuno.
A passare ai quarti di finale furono le cinque vincitrici di girone e le tre migliori seconde classificate; alle cinque vincitrici fu assegnato il seeding da 1 a 5, alle seconde da 6 a 8.
I quarti di finale si tennero in casa con delle squadre con i seeding da 1 a 4 che ricevettero rispettivamente le qualificate con il seeding da 8 a 5.
Le semifinali si tennero tra i vincitori dei quarti di finale.
La finale si tenne al nuovo San Mamés di Bilbao, in Spagna.
Tutte le fasi a eliminazione si tennero a gara unica.

## Squadre partecipanti

### Classificazione per torneo
|   | Top 14          | Premiership  | Pro12         | Continental Shield |
| - | --------------- | ------------ | ------------- | ------------------ |
| 1 | Stade français  | Newcastle    | Cardiff Rugby | Enisej-STM         |
| 2 | Brive           | Gloucester   | Connacht      | Krasnyj Jar        |
| 3 | Pau             | Sale Sharks  | Edimburgo     |                    |
| 4 | Lione           | Worcester    | Dragons       |                    |
| 5 | Bordeaux Bègles | London Irish | Zebre         |                    |
| 6 | Tolosa          |              |               |                    |
| 7 | Oyonnax         |              |               |                    |
| 8 | Agen            |              |               |                    |

### Composizione dei gironi
| Fascia | Girone 1  | Girone 2      | Girone 3       | Girone 4        | Girone 5    |
| ------ | --------- | ------------- | -------------- | --------------- | ----------- |
| 1      | Newcastle | Cardiff Rugby | Stade français | Gloucester      | Brive       |
| 2      | Connacht  | Sale Sharks   | Edimburgo      | Pau             | Dragons     |
| 3      | Worcester | Lione         | London Irish   | Bordeaux Bègles | Zebre       |
| 4      | Tolosa    | Oyonnax       | Agen           | Enisej-STM      | Krasnyj Jar |

## Fase a gironi

### Girone A
|            | Incontri girone 1            |       |
| ---------- | ---------------------------- | ----- |
| 13-10-2017 | Enisej-STM — Bordeaux-Bègles | 17-57 |
| 14-10-2017 | Newcastle — Dragons          | 32-27 |
| 21-10-2017 | Enisej-STM — Dragons         | 21-28 |
| 21-10-2017 | Bordeaux-Bègles — Newcastle  | 20-21 |
| 8-12-2017  | Dragons — Enisej-STM         | 15-0  |
| 9-12-2017  | Newcastle — Bordeaux-Bègles  | 52-24 |
| 15-12-2017 | Dragons — Newcastle          | 25-27 |
| 15-12-2017 | Bordeaux-Bègles — Enisej-STM | 36-27 |
| 13-01-2018 | Bordeaux-Bègles — Dragons    | 36-28 |
| 14-01-2018 | Newcastle — Enisej-STM       | 64-7  |
| 20-01-2018 | Enisej-STM — Newcastle       | 19-33 |
| 20-01-2018 | Dragons — Bordeaux-Bègles    | 33-17 |

#### Classifica
| Pos | Squadra         | G | V | N | P | PF  | PS  | P±   | BP | PT |
| --- | --------------- | - | - | - | - | --- | --- | ---- | -- | -- |
| 1   | Newcastle       | 6 | 6 | 0 | 0 | 229 | 122 | 107  | 4  | 28 |
| 2   | Dragons         | 6 | 3 | 0 | 3 | 156 | 133 | 23   | 4  | 16 |
| 3   | Bordeaux Bègles | 6 | 3 | 0 | 3 | 190 | 178 | 12   | 4  | 16 |
| 4   | Enisej-STM      | 6 | 0 | 0 | 6 | 91  | 233 | −142 | 1  | 1  |

### Girone B
|            | Incontri girone 2           |       |
| ---------- | --------------------------- | ----- |
| 13-10-2017 | Cardiff Blues — Lione       | 29-19 |
| 14-10-2017 | Sale Sharks — Tolosa        | 20-20 |
| 20-10-2017 | Lione — Sale Sharks         | 27-24 |
| 20-10-2017 | Tolosa — Cardiff Blues      | 15-17 |
| 7-12-2017  | Tolosa — Lione              | 30-23 |
| 9-12-2017  | Sale Sharks — Cardiff Blues | 24-0  |
| 16-12-2017 | Lione — Tolosa              | 21-11 |
| 17-12-2017 | Cardiff Blues — Sale Sharks | 14-6  |
| 13-01-2018 | Sale Sharks — Lione         | 15-13 |
| 14-01-2018 | Cardiff Blues — Tolosa      | 18-13 |
| 20-01-2018 | Lione — Cardiff Blues       | 18-21 |
| 20-01-2018 | Tolosa — Sale Sharks        | 28-21 |

#### Classifica
| Pos | Squadra       | G | V | N | P | PF  | PS  | P± | BP | PT |
| --- | ------------- | - | - | - | - | --- | --- | -- | -- | -- |
| 1   | Cardiff Blues | 6 | 5 | 0 | 1 | 99  | 95  | 4  | 1  | 21 |
| 2   | Tolosa        | 6 | 2 | 1 | 3 | 117 | 120 | −3 | 4  | 14 |
| 3   | Sale Sharks   | 6 | 2 | 1 | 3 | 110 | 102 | 8  | 2  | 12 |
| 4   | Lione         | 6 | 2 | 0 | 4 | 121 | 130 | −9 | 3  | 11 |

### Girone C
|            | Incontri girone 3  |       |
| ---------- | ------------------ | ----- |
| 12-10-2017 | Pau — Gloucester   | 27-21 |
| 13-10-2017 | Agen — Zebre       | 45-10 |
| 19-10-2017 | Gloucester — Agen  | 61-16 |
| 21-10-2017 | Zebre — Pau        | 33-38 |
| 8-12-2017  | Agen — Pau         | 21-40 |
| 9-12-2017  | Zebre — Gloucester | 26-33 |
| 14-12-2017 | Pau — Agen         | 26-12 |
| 16-12-2017 | Gloucester — Zebre | 69-12 |
| 12-01-2018 | Agen — Gloucester  | 24-45 |
| 13-01-2018 | Pau — Zebre        | 42-14 |
| 19-01-2018 | Gloucester — Pau   | 24-34 |
| 20-01-2018 | Zebre — Agen       | 38-30 |

#### Classifica
| Pos | Squadra    | G | V | N | P | PF  | PS  | P±   | BP | PT |
| --- | ---------- | - | - | - | - | --- | --- | ---- | -- | -- |
| 1   | Pau        | 6 | 6 | 0 | 0 | 207 | 125 | 82   | 5  | 29 |
| 2   | Gloucester | 6 | 4 | 0 | 2 | 253 | 139 | 114  | 5  | 21 |
| 3   | Zebre      | 6 | 1 | 0 | 5 | 133 | 257 | −124 | 4  | 8  |
| 4   | Agen       | 6 | 1 | 0 | 5 | 148 | 220 | −72  | 2  | 6  |

### Girone D
|            | Incontri girone 4             |       |
| ---------- | ----------------------------- | ----- |
| 14-10-2017 | Krasnyj Jar — Stade Français  | 34-29 |
| 14-10-2017 | London Irish — Edimburgo      | 17-37 |
| 21-10-2017 | Krasnyj Jar — Edimburgo       | 14-73 |
| 21-10-2017 | Stade Français — London Irish | 7-44  |
| 8-12-2017  | Stade Français — Krasnyj Jar  | 39-24 |
| 9-12-2017  | Edimburgo — London Irish      | 50-20 |
| 15-12-2017 | Edimburgo — Krasnyj Jar       | 78-0  |
| 16-12-2017 | London Irish — Stade Français | 20-26 |
| 12-01-2018 | Edimburgo — Stade Français    | 34-33 |
| 13-01-2018 | London Irish — Krasnyj Jar    | 47-17 |
| 20-01-2018 | Krasnyj Jar — London Irish    | 17-24 |
| 20-01-2018 | Stade Français — Edimburgo    | 17-10 |

#### Classifica
| Pos | Squadra        | G | V | N | P | PF  | PS  | P±   | BP | PT |
| --- | -------------- | - | - | - | - | --- | --- | ---- | -- | -- |
| 1   | Edimburgo      | 6 | 5 | 0 | 1 | 282 | 98  | 184  | 5  | 25 |
| 2   | Stade français | 6 | 3 | 0 | 3 | 151 | 166 | −15  | 5  | 17 |
| 3   | London Irish   | 6 | 3 | 0 | 3 | 169 | 154 | 15   | 4  | 16 |
| 4   | Krasnyj Jar    | 6 | 1 | 0 | 5 | 106 | 290 | −184 | 2  | 6  |

### Girone E
|            | Incontri girone 5    |       |
| ---------- | -------------------- | ----- |
| 14-10-2017 | Worcester — Brive    | 30-20 |
| 14-10-2017 | Oyonnax — Connacht   | 15-43 |
| 20-10-2017 | Brive — Oyonnax      | 38-13 |
| 21-10-2017 | Connacht — Worcester | 15-8  |
| 9-12-2017  | Worcester — Oyonnax  | 35-14 |
| 9-12-2017  | Brive — Connacht     | 31-38 |
| 15-12-2017 | Oyonnax — Worcester  | 27-20 |
| 16-12-2017 | Connacht — Brive     | 55-10 |
| 13-01-2018 | Worcester — Connacht | 24-24 |
| 13-01-2018 | Oyonnax — Brive      | 19-29 |
| 20-01-2018 | Connacht — Oyonnax   | 50-14 |
| 20-01-2018 | Brive — Worcester    | 33-7  |

#### Classifica
| Pos | Squadra   | G | V | N | P | PF  | PS  | P±   | BP | PT |
| --- | --------- | - | - | - | - | --- | --- | ---- | -- | -- |
| 1   | Connacht  | 6 | 5 | 1 | 0 | 225 | 102 | 123  | 4  | 26 |
| 2   | Brive     | 6 | 3 | 0 | 3 | 161 | 162 | −1   | 5  | 17 |
| 3   | Worcester | 6 | 2 | 1 | 3 | 124 | 133 | −9   | 5  | 15 |
| 4   | Oyonnax   | 6 | 1 | 0 | 5 | 102 | 215 | −113 | 0  | 4  |

## Ordine di qualificazione
| Ordine               | Squadra              | Pt                   | Mt                   | Diff                 |
| Vincitrici di girone | Vincitrici di girone | Vincitrici di girone | Vincitrici di girone | Vincitrici di girone |
| -------------------- | -------------------- | -------------------- | -------------------- | -------------------- |
| 1                    | Pau                  | 29                   | 28                   | 82                   |
| 2                    | Newcastle            | 28                   | 33                   | 107                  |
| 3                    | Connacht             | 26                   | 29                   | 123                  |
| 4                    | Edimburgo            | 25                   | 40                   | 184                  |
| 5                    | Cardiff Rugby        | 21                   | 12                   | 4                    |
| Seconde classificate |                      |                      |                      |                      |
| 6                    | Gloucester           | 21                   | 37                   | 114                  |
| 7                    | Brive                | 17                   | 23                   | -1                   |
| 8                    | Stade français       | 17                   | 21                   | -15                  |
| -                    | Dragons              | 16                   | 21                   | 23                   |
| -                    | Tolosa               | 14                   | 14                   | -3                   |

## Fase a playoff
|  | Quarti di finale | Quarti di finale | Quarti di finale |            |    | Semifinali    | Semifinali | Semifinali |  |  | Finale | Finale        | Finale |
|  |                  |                  |                  |            |    |               |            |            |  |  |        |               |        |
|  | 4                | Edimburgo        | 6                |            |    |               |            |            |  |  |        |               |        |
|  | 5                | Cardiff Blues    | 20               |            |    |               |            |            |  |  |        |               |        |
|  | 5                | Cardiff Blues    | 20               |            |    | Cardiff Blues | 16         |            |  |  |        |               |        |
|  |                  |                  |                  |            |    | Cardiff Blues | 16         |            |  |  |        |               |        |
|  |                  |                  | Pau              | 10         |    |               |            |            |  |  |        |               |        |
|  | 1                | Pau              | Pau              | 10         | 35 |               |            |            |  |  |        |               |        |
|  | 1                | Pau              |                  |            | 35 |               |            |            |  |  |        |               |        |
|  | 8                | Stade français   | 32               |            |    |               |            |            |  |  |        |               |        |
|  |                  |                  |                  |            |    |               |            |            |  |  |        | Cardiff Blues | 31     |
|  |                  |                  |                  | Gloucester | 30 |               |            |            |  |  |        |               |        |
|  | 2                | Newcastle        | 25               |            |    |               |            |            |  |  |        |               |        |
|  | 7                | Brive            | 10               |            |    |               |            |            |  |  |        |               |        |
|  | 7                | Brive            | 10               |            |    | Newcastle     | 12         |            |  |  |        |               |        |
|  |                  |                  |                  |            |    | Newcastle     | 12         |            |  |  |        |               |        |
|  |                  |                  | Gloucester       | 33         |    |               |            |            |  |  |        |               |        |
|  | 3                | Connacht         | Gloucester       | 33         | 28 |               |            |            |  |  |        |               |        |
|  | 3                | Connacht         |                  |            | 28 |               |            |            |  |  |        |               |        |
|  | 6                | Gloucester       | 33               |            |    |               |            |            |  |  |        |               |        |

### Quarti di finale
| Arbitro: | John Lacey |

|                                               |      |             |
| S. Wilson 17’ Kibirige 23’ Alex Tait 58’, 67’ | mt   | 27’ Herjean |
| Flood 17’                                     | tr   | 27’ Bézy    |
| J. Hodgson 80+1’                              | c.p. | 22’ Bézy    |

| Arbitro: | JP Doyle |

|                                                      |      |                                                    |
| Vatubua 4’ B. Stanley 22’ Daubagna 37’ Lespiaucq 52’ | mt   | 6’ Daguin 40+3’ Francoz 43’ Camara 78’ M. O’Connor |
| T. Taylor 4’, 22’, 37’                               | tr   | 6’, 40+3’, 43’ Plisson                             |
| T. Taylor 16’, 31’, 74’                              | c.p. | Plisson 42’, 59’                                   |

| Arbitro: | Romain Poite |

|                                               |      |                                             |
| Marmion 7’ Aki 19’ Adeolokun 45’ M. Healy 70’ | mt   | 3’ Hanson 26’ Marshall 37’ Trinder 55’ Afoa |
| Ronaldson 70’                                 | tr   | 37’, 55’ O. Williams                        |
| Carty 49’ Ronaldson 67’                       | c.p. | 42’, 63’ O. Williams 77’ Twelvetrees        |

| Arbitro: | Mathieu Raynal |

|                    |      |                              |
|                    | mt   | 21’ E. Jenkins 29’ B. Scully |
|                    | tr   | 21’, 29’ J. Evans            |
| v.d. Walt 18’, 48’ | c.p. | 50’, 65’ Evans               |

### Semifinali
| Arbitro: | Pascal Gaüzère |

|                                                      |      |                   |
| Matu’u 40+1’ B. Burns 46’ Vellacott 74’ Marshall 20’ | mt   | 8’, 53’ S. Lawson |
| Twelvetrees 40+1’, 74’                               | tr   | 54’ J. Hodgson    |
| Twelvetrees 26’, 58’, 68’                            | c.p. |                   |

| Arbitro: | John Lacey |

|                        |      |               |
| Anscombe 6’            | mt   | 19’ C. Smith  |
| J. Evans 6’            | tr   | 20’ T. Taylor |
| J. Evans 23’, 38’, 73’ | c.p. | 34’ T. Taylor |

### Finale
| Arbitro: | Jérôme Garcès |

| |              | |
| T. Williams 41’ G. Smith 54’ Scully 75’ | mt           | 8’ Trinder 37’ Atkinson 58’ Hanson |
| J. Evans 41’, 54’ | tr           | 8’, 37’, 58’ Twelvetrees |
| J. Evans 4’, 15’, 50’ Anscombe 78’ | c.p.         | 26’, 40+1’, 62’ Twelvetrees |
| · Anscombe · 28’ Lane · Lee-Lo · Halaholo · Scully · 68’ J. Evans · 68’ T. Williams · 71’ N. Williams · E. Jenkins · 6’ Navidi · Turnbull · S. Davies · 40’ Filise · Dacey · 59’ Gill | Formazioni   | · Woodward · T. Marshall · Twelvetrees · Atkinson · Trinder · B. Burns 68’ · Braley · R. Ackermann 68’ · Ludlow 74’ · Polledri · Galarza 51’ 61’ 76’ · Slater · Afoa 59’ · J. Hanson 59’ · J. Hohneck 59’ |
| · 59’ Thyer · 40’ S. Andrews · 71’ Welch · 6’ O. Robinson · 68’ L. Williams · 28’ G. Smith · 68’ M. Morgan                                                                            | Sostituzioni | · Matu’u 59’ · Rapava Ruskin 59’ · Balmain 59’ · Thrush 51’ 61’ 76’ · B. Morgan 68’ · Symons 68’ 76’ · Hudson 76’                                                                                         |
| Danny Wilson | Allenatori   | Johan Ackermann |